# Pasocepheus triarcuatus
Pasocepheus triarcuatus är en kvalsterart som beskrevs av Aoki 1976. Pasocepheus triarcuatus ingår i släktet Pasocepheus och familjen Carabodidae. Inga underarter finns listade i Catalogue of Life.